# Гоголі-Яновські
Гоголі-Яновські (рос. Гоголи-Яновские) — український священницький, козацько-старшинський, а згодом і дворянський рід, який походить від Якова Гоголя (перша пол. XVII ст.). 

## Родова схема
Яків Гоголь (жив у першій половині XVII ст.)
- Іван Якович (*? — †?) — з 1695 р. вікарний священник Троїцької церкви в Лубнах; потім — священник Успенської церкви с. Кононівки Лубенського повіту (1723)
  - Дем'ян Іванович Яновський (*? — †?) — навчався в Києво-Могилянській академії; священник Успенської церкви с. Кононівки
    - Афанасій (Опанас) Дем'янович Гоголь-Яновський (*1738 — †після 1784) ∞ Тетяна Семенівна Лизогуб (*? — †?)
      - Василь Панасович (*1780 — †1825) ∞ Марія Іванівна Косяровська (*1791 — †1868)
        - Микола Васильович (*1809 — †1852)
        - Іван Васильович (*1810 — †1820)
        - Анна Василівна (*1821 — †1893)
        - Ольга Василівна (*1825 — †1907) ∞ Яків Головня (*? — †?) — майор у відставці
        - Марія Василівна (*? — †1844) ∞ Павло Осипович Трушковський (*? — †?)
        - Єлисавета Василівна (*? — †1866) ∞ Володимир Іванович Биков (*? — †1862) — підполковник
        - Тетяна Василівна (*? — †?)

    - Кирило Дем'янович Яновський (*? — †?) — священник церкви с. Кононівки
      - Меркурій Кирилович Яновський (*? — †?) — священник церкви с. Кононівки
        - Степан Меркурійович Яновський (*? — †?)[2]

      - Савва Кирилович Яновський (*? — †?) — священник церкви с. Олефірівки Миргородського повіту
        - Максим Саввович Яновський (*? — †?)
          - Микола Максимович Яновський (*? — †?) ∞ Меланія Павлівна Ткаченко (*? — †?)[3]
            - Ганна Миколаївна Яновська (*? — †?) ∞ Яків Ілліч Вільчинський (*? — †?) — бухгалтер[3]
            - Іван Миколайович Яновський (*? — †?) ∞ Марія Мусіївна Здорик (*? — †?)
              - Олена Іванівна Яновська (*? — †?)[3]
              - Юрій Іванович Яновський (*1902 — †1954)[4] ∞ Тамара Юріївна Жевченко (*1908 — †1958)

            - Петро Миколайович Яновський (*? — †?)[3]

        - Володимир Саввович Яновський (*? — †?) — священник в Миргородському повіті (1902)
          - Михайло Володимирович Яновський[ru] (*1854 — †1927)[5]

  - Петро Федорович (*? — †?)
    - Іван Петрович Гоголь-Яновський (*1740 — †?) — 8 грудня 1761 р. — учень Санкт-петербурзького морського госпіталю; 15 жовтня 1764 р. — підлікар Белевського піхотного полку; 14 серпня 1771 р. — призначений тимчасовим лікарем Ризького піхотного полку; з 1780 до 1783 рр. у відставці; відставний лікар (1783); з 11 жовтня 1783 р. і до 24 лютого 1784 р. перебував у с. Диканька для припинення лютування там заразливої хвороби (чуми); з 30 вересня 1784 р. — штаб-лікар; за успішну діяльність щодо припинення небезпечної хвороби в м. Кременчук отримав 400 рублів з 4000 рублів, виданих всім лікарям, які брали в цьому участь (1784—1785); Кременчуцький повітовий лікар; штаб-лікар, що перебуває на докторській вакансії в Полтавському повіті (1788); лікар Полтавського повіту (1791—1793); 6 травня 1793 р. отримав від дворян Полтавського повіту свідоцтво про його старанність і успіхи в медичній практиці; «на докторській вакансії» при Полтавському нижньому земському суді (1793); Алексопольський (1794) і Хорольський повітовий лікар; з 31 грудня 1797 р. — колезький асесор; з 1810 р. — Полтавський повітовий лікар; 19 серпня 1811 р. — звільнений від служби. Поміщик Полтавського повіту, де мешкав на х. Паськівки (1794) ∞ Агафія Петрівна Мазуренко (*? — †?) — донька значкового товариша
      - Марія Іванівна (*1777 — †?) — дівиця в 1811 р.
      - Тетяна Іванівна (*1781 — †?) ∞ NN Фідровський (*? — †?) — штабс-капітан (1811)
      - Микола Іванович (*1785 — †після 1811) — 30 вересня 1800 р. — на службі в Кременчуцькому повітовому земському суді; 7 жовтня 1802 р. — в Малоросійському Полтавському земському суді; 13 листопада — колезький канцелярист; 31 грудня 1805 р. — колезький реєстратор; 11 серпня 1808 р. — губернський секретар; губернський секретар у відставці (1811). Поміщик с. Паськівка Кобеляцького повіту ∞ Марія Федорівна NN (*1814 — †1868)
        - Іван Миколайович (*1840 — †?) — капітан 62 резервного піхотного батальйону (1886); підполковник (1895) ∞ Олександра Миколаївна Вендо (*? — †1898) — донька поручика
          - Ілля Іванович (*1864 — †?)
          - Микола Іванович (*1866 — †?) — полковник, командир 2-ї кінно-гірської батареї в м. Києві (1908) ∞ Марія Олександрівна Сабліна (*? — †?)
            - Сергій Миколайович (*? — †?)
            - Георгій Миколайович (*? — †?)
            - Володимир Миколайович (*? — †?)
            - Борис Миколайович (*? — †?)

          - Георгій Іванович (*1868 — †?) — помічник інспектора удільного виноробства; з 10 жовтня 1907 р. — колезький радник; автор книг: «Виноградники и виноделие во Франции и Германии» та «Задачи рационального виноградарства и виноделие на Кавказе» ∞ Катерина Євгеніївна Маркова (*1871 — †?)
            - Олександра Георгіївна (*1896 — †?)
            - Андрій Георгійович (*1899 — †?)
            - Віра Георгіївна (*1902 — †?)

        - Анна Миколаївна (*? — †?) ∞ Олександр Олександрович Ілляшенко (*? — †?)
        - Єлисавета Миколаївна (*? — †?) ∞ Платон Маркіанович Бровко (*? — †?)
        - Любов Миколаївна (*1846 — †?)

      - Олександра Іванівна (*1785 — †?)
      - Василь Іванович (*1786 — †після 1832) — поручик Ладозького мушкетерського полку (1811); майор (1823); підполковник (1824—1832); городничий в м. Валдай (1832). Поміщик в с. Концов Боровицького повіту (1824—1827) ∞ Єлисавета Бачманова (*? — †?) — донька надвірного радника
        - Костянтин Васильович (*1824 — †?) — поміщик с. Барков
        - Софія Василівна (*1827 — †?) ∞ Павло Бачманов (*? — †?) — капітан-лейтенант

      - Євфросинія Іванівна (*1789 — †?) — дівиця в 1811 р.
      - Ілля Іванович (*1792 — †?) — феєрверкер 15 артилерійської бригади (1811)
- Федір Якович (*? — †?)

### Гілка Івана Яновського

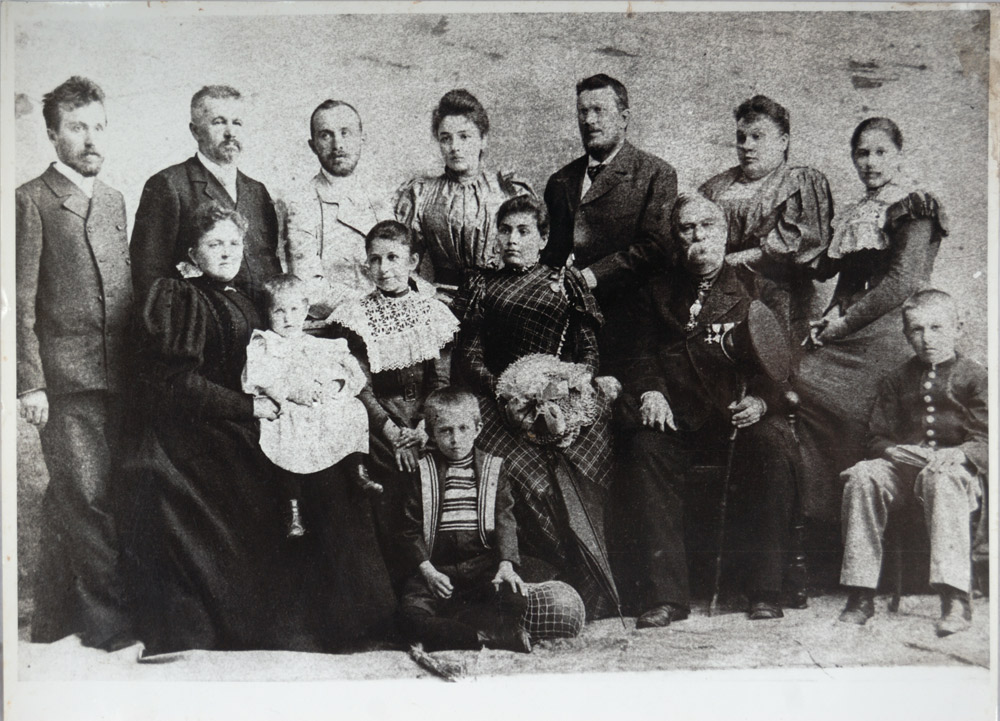
Родина Яновських. У нижньому ряду справа сидить Гаврило Іванович. Над ним стоїть його дочка Марія Гаврилівна, біля неї старша дочка Ольга. З іншого боку біля Марії Гаврилівни — другий син Гаврила Івановича — Христіан (Хрисандр). Біля нього сидить його дружина Ольга Никанорівна. Першим зліва у верхньому ряду стоїть старший син Гаврила Івановича — Теофіл Гаврилович. Біля нього Микола Матвійович Новицький — чоловік Марії Гаврилівни, а далі стоять Дмитро Гаврилович зі своєю дружиною Надією Миколаївною Сумневич. У нижньому ряду першою зліва сидить дружина Теофіла Гавриловича — Ганна Вікторівна, на руках вона тримає маленьку дочку Аню. Біля неї присів навпочіпки старший син Віктор. А трохи далі біля діда сидить їх молодший син Михаїл. Біля Ганни Вікторівни молодша дочка Марії Гаврилівни — Наталія.

Згідно з численними публікаціями, до цього роду належить також рід відомого лікаря-терапевта, академіка ВУАН Теофіла Яновського, який мав із Миколою Гоголем спільного прадіда. Однак брак достатньої кількості джерел, а також відсутність відомостей про цю гілку в найповнішому дослідженні родоводу Гоголів-Яновських — Малоросійському родословнику, не дають можливість достеменно стверджувати про спільне походження з відомим письменником.
Іван Яновський (*? — †?)
- Гаврило Іванович Яновський (*? — †?) — працював в Управлінні державного майна[6] ∞ Анна Матвіївна Савченкова (*? — †?)
  - Христіан (Хрисандр) Гаврилович Яновський (*до 1860 — †?) — начальник навчального округу на Кавказі ∞ Ольга Никанорівна Сноха (*? — †?) — засновниця жіночої гімназії в Києві
  - Феофіл Гаврилович Яновський (*1860 — †1928)[10] ∞ Ганна Вікторівна Григорович-Барська (30.11.1866[11] — †1927)
    - Ася[12] Феофілівна Яновська (*1860 — †1925)
    - Михайло Феофілович Яновський (*? — †1940) — архівіст, бібліограф
      - NN Михайлівна Яновська (*? — †?)

    - Віктор Феофілович Яновський (*1891 — †1937)
      - Георгій Вікторович Яновський (*1924 — †2006)[13] ∞ Ірина Казимирівна Следзевська (*1928)[14] — кардіолог

    - Наталія Феофілівна Яновська (*? — †?) ∞ Анатолій Дмитрович Канчеєв (*? — †?) — інженер[15]

  - Сергій Гаврилович Яновський (*після 1860 — †?)
  - Дмитро Гаврилович Яновський (*після 1860 — †?) — мировий посередник[15] ∞ Надія Миколаївна Сумневич (*1872 — †1902)[15]
    - Ольга Дмитрівна Яновська (*1900[16] — †1998)[15][17] ∞ Яків Якович Тарнавський (*1899 — †?) ∞ Георгій Георгійович Ряжський[ru] (*1895 — †1952)

  - Марія Гаврилівна Яновська (*після 1860 — †?) ∞ Микола Матвійович Новицький (*? — †?) — Острозький голова, головний скарбничий міста[15]